# Lot 11 (Île-du-Prince-Édouard)
Lot 11 est un canton dans le comté de Prince, Île-du-Prince-Édouard, Canada. Il fait partie de la Paroisse Halifax.

## Population
- 542 (recensement de 2001)[1]
- 523 (recensement de 2006)[1]
- 499 (recensement de 2011)[2]

## Communautés
Non-incorporé :
- Black Banks
- Conway
- Foxley River
- Freeland
- Inverness
- Poplar Grove
- Portage